# Верхний замок (Кобрин)
Верхний замок — часть Кобринского замка, представлял собой чисто оборонительный комплекс. В XVI в. был укреплен глубоким дугоподобным рвом, кольцевым валом, клетевыми конструкциями.

## Описание
Верхний замок являлся оборонительным комплексом и был круглый в плане, диаметр его составлял около 56 м. Его стены-городни не заполнялись землей и камнями, а использовались как хозяйственные помещения (кладовые); наверху были боевые галереи с заборолами, накрытые двухскатными крышами из дранки. Соединялся с Нижним замком брамой, в верхнем ярусе которой были две светлицы. С противоположной стороны находилась вторая брама. Кроме ворот замок имел еще четыре боевые башни, накрытые шатровыми гонтовыми крышами. Башни располагались регулярно по всему периметру замка, между ними стояло в среднем по пять городней. Через башню, браму и подъемный мост через ров соединялся с «пригородком».
Примечательно, что в Верхнем замке никакой другой застройки, помимо брам, башен и городен, не было. В инвентаре только упоминается жилое здание, накрытый гонтовой крышей. Наружная криволинейная лестница («крывы ўсход») вела к консольной галерее. Из нее попадали в сени, которые являлись одновременно и трапезной: здесь стояли столы, скамейки, камины. Наверх ко вторым сеням вела лестница, по обе стороны которой располагались светлицы с кафельными печами-грубками и скамьями вдоль стен. Можно предположить, что это здание, как и светлица над воротами, являлось жильем замкового гарнизона.